# Emilio López del Toro
Emilio López del Toro (Marchena, Sevilla, 18 de abril de 1873-Córdoba, 4 de noviembre de 1941) fue un compositor lírico español.

## Biografía
Desde su infancia mostró gran afición por la música y, tras cursar el bachillerato en el Colegio del Sacro Monte de Granada, se traslada a América, donde continuará estudiando música a la par que se dedicará a su enseñanza. En Trenque Lauquen (Argentina), dirigió, durante tres años, el Colegio Hispano-Argentino impartiendo clases de violín, flauta, guitarra y piano. Posteriormente se instalará en Montevideo donde abrirá el Colegio Colón en 1892 y el Instituto Bretón.
Regresa a España en 1894, coincidiendo con la adquisición del Teatro del Duque de Sevilla por parte de su padre, coliseo del que se convertirá en director musical. Se dedicó desde entonces a la composición de obras líricas, estrenando títulos de forma continuada durante más de tres décadas tanto en Sevilla como en Madrid y puntualmente en Buenos Aires. Muchas de sus zarzuelas fueron escritas en colaboración con otros compositores como Eduardo Fuentes, José Cabas Galván o Manuel Font Fernández de la Herrán.
Llegó a Córdoba en 1931, para regentar el Cine Alkázar. Allí murió en 1941.
Selección de estrenos (por orden cronológico):
- La criolla, 1897
- Nísperos del Japón, 1897
- El observatorio, 1898
- El Capitán Relámpago, 1898
- Juanilla, 1898
- Carrasquilla, 1900
- La Macarena, 1900
- La buena sociedad, 1900
- ¡A los toros de Sevilla!, 1901
- Los primos, 1901
- La Virgen del Rocio, 1901
- Maldición gitana,, 1902
- Canela fina, 1902
- La liga, 1902
- La rifa del beso, 1903
- Flor del Campo, 1903
- La Patrona del Regimiento, 1903
- La Patrona del Conocimiento, (parodia), 1905
- La perla del mar, 1905
- La Pastora, 1905
- La vicoria del Cake, 1907
- La penetración pacífica, 1908
- ¡Los miuras!, 1909
- La viuda inconsolable, 1909
- Sangre española, 1910
- El Barrio de la Viña, 1910
- Las tentaciones de Pío, 1910
- La subida del tabaco,
- Justicia pleveya, 1911
- Lucha de amores, 1911
- El Monte de la belleza, 1911
- La Canción del trabajo, 1912
- Safo ó La danza de las cavernas, 1912
- El Anillo del Rajá, 1914
- La Cruz de fuego, 1914
- Sevilla nomadejado (NO 8 DO), 1920
- El peligroso Mochales, 1924
- La luz blanca, 1931